# Lijst van afleveringen van Chica Vampiro
Deze lijst bevat de afleveringen van de Colombiaanse jeugdtelevisieserie Chica Vampiro.
De Nederlands gesproken versie van de serie is sinds 1 september 2014 te zien op Nickelodeon in Nederland en België. Per keer wordt steeds een halve aflevering uitgezonden (met uitzondering van de eerste aflevering, die in zijn geheel werd uitgezonden).

## Overzicht
| Seizoen | Aantal afleveringen | Uitgezonden Colombia          | Uitgezonden Nederland en Vlaanderen |  |
| ------- | ------------------- | ----------------------------- | ----------------------------------- |  |
| 1       | 120                 | 14 mei 2013 – 5 november 2013 | 1 september 2014 – 5 februari 2016  |  |

## Afleveringen

### Seizoen 1
| Nr. | Oorspronkelijke titel (Nederlandstalige titel)                                                          | Uitzenddatum eerste helft België en Nederland | Uitzenddatum tweede helft België en Nederland |  |
| --- | --- | --------------------------------------------- | --------------------------------------------- |  |
| 1   | Daisy, La Chica Vampiro (Daisy het vampiermeisje)                                                       | 1 september 2014                              | 1 september 2014                              |  |
| 2   | El Poder de Daisy (De gave van Daisy)                                                                   | 2 september 2014                              | 3 september 2014                              |  |
| 3   | El Ayuno de Daisy (Vampivastendag)                                                                      | 4 september 2014                              | 5 september 2014                              |  |
| 4   | Daisy y el Festival Vampiro (Daisy en het vampierfeest)                                                 | 8 september 2014                              | 9 september 2014                              |  |
| 5   | Daisy y el Horóscopo Vampiro (Daisy en de vampierhoroscoop)                                             | 10 september 2014                             | 11 september 2014                             |  |
| 6   | Daisy de Novia con un Mortal (Daisy, verkering met een sterveling)                                      | 12 september 2014                             | 15 september 2014                             |  |
| 7   | Pobre Daisy Nadie le Cree (Arme Daisy, niemand gelooft haar)                                            | 16 september 2014                             | 17 september 2014                             |  |
| 8   | Daisy y el Castigo de los Vampiros (Daisy en de straf van de vampiers)                                  | 18 september 2014                             | 19 september 2014                             |  |
| 9   | Daisy Entre Dos Mundos (Daisy tussen twee werelden)                                                     | 22 september 2014                             | 23 september 2014                             |  |
| 10  | Daisy Ama en Secreto (Daisy is stiekem verliefd)                                                        | 24 september 2014                             | 25 september 2014                             |  |
| 11  | Daisy Hace Magia (Daisy kan toveren)                                                                    | 26 september 2014                             | 29 september 2014                             |  |
| 12  | Daisy Vampiro en Custodia (Daisy, vampier in gevangenschap)                                             | 30 september 2014                             | 1 oktober 2014                                |  |
| 13  | Daisy De Campamento (Daisy gaat op kamp)                                                                | 2 oktober 2014                                | 3 oktober 2014                                |  |
| 14  | Daisy y la Vampiritis (Daisy heeft Vampiritis)                                                          | 6 oktober 2014                                | 7 oktober 2014                                |  |
| 15  | Daisy y Max Un Amor del Pasado? (Daisy en Max: vervlogen liefde?) (Daisy en Max: is de liefde voorbij?) | 8 oktober 2014                                | 9 oktober 2014                                |  |
| 16  | Daisy Hogar Dulce Hogar (Oost west, thuis best)                                                         | 10 oktober 2014                               | 13 oktober 2014                               |  |
| 17  | Ellos Compiten por Daisy (De strijd om Daisy)                                                           | 14 oktober 2014                               | 15 oktober 2014                               |  |
| 18  | Ellos No Quieren a Daisy (Ze houden niet van Daisy)                                                     | 16 oktober 2014                               | 17 oktober 2014                               |  |
| 19  | ¿Daisy Bruja? (Daisy, een heks?)                                                                        | 20 oktober 2014                               | 21 oktober 2014                               |  |
| 20  | Daisy En El Más Allá (Daisy in het hiernamaals)                                                         | 22 oktober 2014                               | 23 oktober 2014                               |  |
| 21  | Daisy y el Fin de un Secreto (Daisy en de onthulling van een geheim)                                    | 24 oktober 2014                               | 27 oktober 2014                               |  |
| 22  | Daisy y Marilyn ¿VampiAmigas? (Daisy en Marilyn, vampivriendinnen?)                                     | 28 oktober 2014                               | 29 oktober 2014                               |  |
| 23  | Daisy Por el Mal Camino (Daisy op het slechte pad)                                                      | 30 oktober 2014                               | 31 oktober 2014                               |  |
| 24  | Daisy Una Vampiro en Peligro (Daisy, een vampier in gevaar)                                             | 3 november 2014                               | 4 november 2014                               |  |
| 25  | La Gran Daisy...Cazada (De grote jacht op Daisy)                                                        | 5 november 2014                               | 6 november 2014                               |  |
| 26  | Daisy ¿Culpable o Inocente? (Daisy... Schuldig of onschuldig?)                                          | 7 november 2014                               | 10 november 2014                              |  |
| 27  | Daisy y la Maquina del Olvido (Daisy en de vergeetmachine)                                              | 11 november 2014                              | 12 november 2014                              |  |
| 28  | Daisy y Max Sin Secretos (Daisy en Max, geen geheimen)                                                  | 13 november 2014                              | 14 november 2014                              |  |
| 29  | ¿Donde Está Max? (Waar is Max?)                                                                         | 17 november 2014                              | 18 november 2014                              |  |
| 30  | Daisy Al Rescate (Daisy's redding)                                                                      | 19 november 2014                              | 20 november 2014                              |  |
| 31  | Daisy y sus Vampiros (Daisy en haar vampiers)                                                           | 21 november 2014                              | 24 november 2014                              |  |
| 32  | Daisy Atrapada Sin Salida (Daisy voor altijd gevangen)                                                  | 25 november 2014                              | 26 november 2014                              |  |
| 33  | Daisy Quiere Ser Reina (Koningin Daisy)                                                                 | 27 november 2014                              | 28 november 2014                              |  |
| 34  | Daisy Revolucionaria (Rebel Daisy)                                                                      | 1 december 2014                               | 2 december 2014                               |  |
| 35  | Las Vampiras los Prefieren Mortales (De vampiressen hebben liever een sterveling)                       | 3 december 2014                               | 4 december 2014                               |  |
| 36  | Daisy, Marilyn y El Nuevo Max: Un Ser de Luz (Daisy, Marilyn en de nieuwe Max: Het wezen van het licht) | 5 december 2014                               | 8 december 2014                               |  |
| 37  | La Nueva Rival de Daisy (De nieuwe rivaal van Daisy)                                                    | 9 december 2014                               | 10 december 2014                              |  |
| 38  | Daisy En La Ruina (Daisy in de kreukels)                                                                | 11 december 2014                              | 12 december 2014                              |  |
| 39  | Daisy Intercambia Mamá con Max (Daisy ruilt van moeder met Max)                                         | 15 december 2014                              | 16 december 2014                              |  |
| 40  | Las Dos Familias de Daisy (De twee families van Daisy)                                                  | 17 december 2014                              | 18 december 2014                              |  |
| 41  | Daisy y un Plan: No a los Vecinos (Daisy heeft een plan: weg met de buren!)                             | 19 december 2014                              | 5 januari 2015                                |  |
| 42  | Daisy y Max, Amor a Distancia (Daisy en Max, een liefde op afstand)                                     | 6 januari 2015                                | 7 januari 2015                                |  |
| 43  | Daisy y... la Casa del Terror (Daisy in... het spookhuis)                                               | 8 januari 2015                                | 9 januari 2015                                |  |
| 44  | Ellos Quieren ser Famosos y Quedarse con Daisy (Ze willen beroemd worden... en bij Daisy blijven)       | 12 januari 2015                               | 13 januari 2015                               |  |
| 45  | Daisy y Pierre el Vampiro Francés (Daisy en Pierre, de Franse vampier)                                  | 14 januari 2015                               | 15 januari 2015                               |  |
| 46  | Daisy en Busca del Wendy Nº5 (Daisy en parfum: Wendy nummer 5)                                          | 16 januari 2015                               | 19 januari 2015                               |  |
| 47  | Daisy Teme: Max Vampiro (Daisy angst: Max vampier?)                                                     | 20 januari 2015                               | 21 januari 2015                               |  |
| 48  | Vampiro por Amor a Daisy (Daisy en een vampier om van te houden)                                        | 22 januari 2015                               | 23 januari 2015                               |  |
| 49  | Daisy, el Eclipse y Max (Daisy, de zonsverduistering en Max)                                            | 26 januari 2015                               | 27 januari 2015                               |  |
| 50  | Daisy y los Dulces Mágicos (Daisy en de toversnoepjes)                                                  | 28 januari 2015                               | 29 januari 2015                               |  |
| 51  | Daisy + Mundo Vampiro + Tia Carmela = Nueva Vida (Daisy + vampierwereld + tante Carmela = nieuw leven)  | 30 januari 2015                               | 2 februari 2015                               |  |
| 52  | Daisy Japonesa (Daisy in Japan)                                                                         | 3 februari 2015                               | 4 februari 2015                               |  |
| 53  | Daisy y Drácula: La Vampi Convivencia (Daisy en Dracula: samen onder één dak)                           | 5 februari 2015                               | 6 februari 2015                               |  |
| 54  | Daisy a la Italiana (Daisy de Italiaanse)                                                               | 9 februari 2015                               | 10 februari 2015                              |  |
| 55  | Daisy Peluquera (Daisy Kapper)                                                                          | 11 februari 2015                              | 12 februari 2015                              |  |
| 56  | Daisy y sus Dos Papás (Daisy en haar twee vaders)                                                       | 13 februari 2015                              | 16 februari 2015                              |  |
| 57  | Daisy y Max en Argentina (Daisy en Max in Argentinië)                                                   | 17 februari 2015                              | 18 februari 2015                              |  |
| 58  | Daisy VampiPolicía (Daisy is vampier politie)                                                           | 19 februari                                   | 20 februari 2015                              |  |
| 59  | Daisy Contra el Caza Vampiros (Daisy tegen de vampierjager)                                             | 23 februari 2015                              | 24 februari 2015                              |  |
| 60  | Daisy y la Noche de Gala en Familia (Daisy en Family Night Gala)                                        | 25 februari 2015                              | 26 februari 2015                              |  |
| 61  | Daisy Viaja en la Historia (Daisy's reis door de geschiedenis)                                          | 27 februari 2015                              | 2 maart 2015                                  |  |
| 62  | Daisy y el Cumpleaños de Vicente (Daisy en de verjaardag van Vincent)                                   | 3 maart 2015                                  | 4 maart 2015                                  |  |
| 63  | Daisy en el "Family Sport Day" (Daisy Y El Family Sport Day)                                            | 5 maart 2015                                  | 6 maart 2015                                  |  |
| 64  | Daisy en el África (Daisy in Afrika)                                                                    | 9 maart 2015                                  | 10 maart 2015                                 |  |
| 65  | Daisy Durmiendo con el Enemigo (Daisy slaapt met de vijand)                                             | 11 maart 2015                                 | 12 maart 2015                                 |  |
| 66  | Daisy y el Max luchador (Daisy en Max: de worstelaar)                                                   | 13 maart 2015                                 | 16 maart 2015                                 |  |
| 67  | Daisy y el Nuevo Director (Daisy en de nieuwe directeur)                                                | 17 maart 2015                                 | 18 maart 2015                                 |  |
| 68  | Daisy Paparazzi (Daisy als paparazzi)                                                                   | 19 maart 2015                                 | 20 maart 2015                                 |  |
| 69  | Daisy en la Pantalla Grande (Daisy is beledigd)                                                         | 23 maart 2015                                 | 24 maart 2015                                 |  |
| 70  | Daisy y la Demolición (Daisy en de sloop van haar huis)                                                 | 25 maart 2015                                 | 26 maart 2015                                 |  |
| 71  | Daisy Capuleto y Max Montesco (Daisy capulet en Max Montague)                                           | 27 maart 2015                                 | 30 maart 2015                                 |  |
| 72  | Daisy Estrella? (Daisy de filmster?)                                                                    | 31 maart 2015                                 | 1 april 2015                                  |  |
| 73  | Daisy una Vampira del Futuro (Daisy en Mirco, actrice en rockster verliefd?)                            | 2 april 2015                                  | 3 april 2015                                  |  |
| 74  | Daisy y el Día de Halloween (Daisy en halloween)                                                        | 6 april 2015                                  | 7 april 2015                                  |  |
| 75  | Daisy y el Nuevo Vampiro (Daisy en de nieuwe vampier)                                                   | 8 april 2015                                  | 9 april 2015                                  |  |
| 76  | Daisy Una Cuñada Ejemplar (Daisy, een voorbeeldige schoonzus)                                           | 10 april 2015                                 | 13 april 2015                                 |  |
| 77  | Daisy Triunfa en Nueva York (Daisy... triomfeert in New York)                                           | 14 april 2015                                 | 15 april 2015                                 |  |
| 78  | Daisy y el Rock and Roll (Daisy en de Rock-'n-Roll)                                                     | 16 april 2015                                 | 17 april 2015                                 |  |
| 79  | Daisy, Mentiras y Video (Daisy, Leugens en Film)                                                        | 20 april 2015                                 | 21 april 2015                                 |  |
| 80  | Daisy y Cia en... Misión Imposible (Daisy en Co. in Mission Impossible)                                 | 22 april 2015                                 | 23 april 2015                                 |  |
| 81  | Daisy en el Día de las Vampiras (Daisy en de dag van de Ex-Vriendinnen)                                 | 24 april 2015                                 | 27 april 2015                                 |  |
| 82  | Daisy, Mirco y... Vampiman (Daisy, Mirco en Vampierman)                                                 | 28 april 2015                                 | 29 april 2015                                 |  |
| 83  | Daisy y los Corazones Rotos (Daisy en de gebroken harten)                                               | 30 april 2015                                 | 1 mei 2015                                    |  |
| 84  | Daisy en el Día del Arte (Daisy en de dag van de kunst)                                                 | 4 mei 2015                                    | 5 mei 2015                                    |  |
| 85  | Daisy y la Noche del Colmillo (Daisy en de nacht van de hoektand)                                       | 6 mei 2015                                    | 7 mei 2015                                    |  |
| 86  | Daisy Pierde la Memoria (Daisy raakt haar geheugen kwijt)                                               | 8 mei 2015                                    | 11 mei 2015                                   |  |
| 87  | Daisy Versus Marilyn, El Ángel Rubio (Daisy versus Marilyn, de blonde engel)                            | 12 mei 2015                                   | 13 mei 2015                                   |  |
| 88  | Daisy y el Increíble Max (Daisy en de ongelooflijke Max)                                                | 14 mei 2015                                   | 15 mei 2015                                   |  |
| 89  | Daisy y el Clip Prohibido (Daisy en de verboden clip)                                                   | 18 mei 2015                                   | 19 mei 2015                                   |  |
| 90  | Daisy y la Gran Final (Daisy en de grote finale)                                                        | 20 mei 2015                                   | 21 mei 2015                                   |  |
| 91  | Marilyn la Caza Vampiros y... Goodbye Daisy (Marilyn de Vampiersjager)                                  | 2 november 2015                               | 3 november 2015                               |  |
| 92  | Daisy y la Tormenta Vampira (Daisy en de vampierstorm)                                                  | 4 november 2015                               | 5 november 2015                               |  |
| 93  | Daisy y los Cumpleaños de Max y Mirco (Daisy en de verjaardagen van Max en Mirko)                       | 6 november 2015                               | 9 november 2015                               |  |
| 94  | Daisy, Vicente y la Fama (Vincent, Daisy en de roem)                                                    | 10 november 2015                              | 11 november 2015                              |  |
| 95  | Daisy Muerde por Primera Vez (Daisy’s allereerste beet)                                                 | 12 november 2015                              | 13 november 2015                              |  |
| 96  | Daisy Adicta a las Compras (Daisy verandert in een shopaholic)                                          | 16 november 2015                              | 17 november 2015                              |  |
| 97  | El Matrimonio de Drácula (De bruiloft van Dracula)                                                      | 18 november 2015                              | 19 november 2015                              |  |
| 98  | Daisy y el Nuevo Vampiro (Daisy en de nieuwe Vampier)                                                   | 20 november 2015                              | 23 november 2015                              |  |
| 99  | Daisy y los VampiAngeles de Charlie (Daisy en de 'Vampi Angels')                                        | 24 november 2015                              | 25 november 2015                              |  |
| 100 | Daisy y el Día de la Independencia Vampira (Daisy en de Onafhankelijkheidsdag van Vampiers)             | 26 november 2015                              | 27 november 2015                              |  |
| 101 | Cambio de Vidas (Een ander leven)                                                                       | 30 november 2015                              | 1 december 2015                               |  |
| 102 | Max el Vampiro de Daisy (Max, de vampier van Daisy)                                                     | 2 december 2015                               | 3 december 2015                               |  |
| 103 | Max en el Mundo Vampiro (Max in de vampierenwereld)                                                     | 4 december 2015                               | 7 december 2015                               |  |
| 104 | Una Herencia Inesperada (Een onverwachte erfenis)                                                       | 8 december 2015                               | 9 december 2015                               |  |
| 105 | ¿Primos? (Bloedverwanten?)                                                                              | 10 december 2015                              | 11 december 2015                              |  |
| 106 | Mujeres Versus Hombres (De vrouwen tegen de mannen)                                                     | 14 december 2015                              | 15 december 2015                              |  |
| 107 | Daisy y el Capo de la Mafia (Daisy en de maffiabaas)                                                    | 16 december 2015                              | 17 december 2015                              |  |
| 108 | El Casamiento de Daisy (De bruiloft van Daisy)                                                          | 18 december 2015                              | 4 januari 2016                                |  |
| 109 | Daisy y la Nube Tóxica (Daisy en de giftige gaswolk)                                                    | 5 januari 2016                                | 6 januari 2016                                |  |
| 110 | La Doble de Daisy (De dubbelganger van Daisy)                                                           | 7 januari 2016                                | 8 januari 2016                                |  |
| 111 | Daisy Versus Daisy (Daisy Versus Daisy)                                                                 | 11 januari 2016                               | 12 januari 2016                               |  |
| 112 | La Vampira es un Fantasma (Een Vampierspook)                                                            | 13 januari 2016                               | 14 januari 2016                               |  |
| 113 | Una Vampira Sale a la Luz (Een vampier maakt zich bekend)                                               | 15 januari 2016                               | 18 januari 2016                               |  |
| 114 | El Entierro de Drácula (De begrafenis van Dracula)                                                      | 19 januari 2016                               | 20 januari 2016                               |  |
| 115 | Daisy No Puede Llorar (Daisy kan niet huilen)                                                           | 21 januari 2016                               | 22 januari 2016                               |  |
| 116 | Daisy la Nueva VampiHéroe (Daisy de nieuwe Vampiheld)                                                   | 25 januari 2016                               | 26 januari 2016                               |  |
| 117 | Un Deseo de Cumpleaños (Een verjaardagswens)                                                            | 27 januari 2016                               | 28 januari 2016                               |  |
| 118 | Catalina Decide el Final (Catalina neemt een besluit)                                                   | 29 januari 2016                               | 1 februari 2016                               |  |
| 119 | Los Vampiros y la Ola de Calor (De vampiers en de hittegolf)                                            | 2 februari 2016                               | 3 februari 2016                               |  |
| 120 | El Fin de los Vampiros (Het einde der Vampieren)                                                        | 4 februari 2016                               | 5 februari 2016                               |  |